# Якуб Краска
Якуб Краска (пол. Jakub Kraska, 1 квітня 2000) — польський плавець.
Учасник Олімпійських Ігор 2020 року.
Призер Чемпіонату Європи з водних видів спорту 2018 року.
Призер Чемпіонату Європи з плавання на короткій воді 2019 року.